# 弗朗齐歇克·布罗尼科夫斯基
弗朗齐歇克·布罗尼科夫斯基（波蘭語：Franciszek Bronikowski，1907年2月25日—1964年12月1日），波兰男子赛艇运动员。他曾代表波兰参加1928年夏季奥林匹克运动会赛艇比赛，获得男子四人单桨有舵手铜牌。